# Transkriptionsfaktor 2
Transkriptionsfaktor 2 (TCF-2), auch hepatocyte nuclear factor 1-beta (HNF-1B) oder variant hepatic nuclear factor (vHNF), ist ein Transkriptionsfaktor in Chordatieren. Beim Menschen wird TCF-2 in vielen Gewebetypen, insbesondere aber in Nieren, Pankreas, Leber und Müller-Gang exprimiert. TCF-2 enthält ein Homöobox-Motiv und spielt eine zentrale Rolle bei der Entwicklung von Nieren- und Leberzellen. Mutationen im HNF1B-Gen können zu seltenen Erbkrankheiten wie MODY5, Müllersche Aplasie, NIDDM oder erhöhtem Risiko für Prostatakrebs führen.
Neben seiner Funktion bei der Entwicklung der Nieren hat TCF-2 Aufgaben in der adulten Niere: Expression der ATPase-Untereinheit FXYD2 ist abhängig von der Anwesenheit von TCF-2, und Defekte in TCF-2 können den Phänotyp der Hypomagnesämie und entsprechender Hypermagnesurie zeigen. In ADPKD-Zystennieren ist die Expression von TCF-2 herunterreguliert, genauso wie in mit Cisplatin oder Gentamicin vergifteten Nieren. Ebenso ist die Expression des Kinesin-ähnlichen Proteins 12 (Kif12) abhängig von funktionsfähigem TCF-2. Kif12 spielt eine Rolle bei der Aufrechterhaltung der Zellpolarität.
TCF-2 ist in bestimmten Pankreastumoren hochreguliert und in Ovarialkarzinomen, die unempfindlich auf Cisplatin und Paclitaxel sind; er stellt daher ein mögliches diagnostisches und therapeutisches Target dar.